# Ignacy Wyssogota Zakrzewski
Ignacy Wyssogota Zakrzewski herbu Wyssogota (ur. w 1745 roku w Starym Białczu, zm. 15 lutego 1802 roku w Żelechowie) – pierwszy prezydent Warszawy, chorąży poznański 1790-1795, stolnik poznański 1787–1790, podczaszy poznański 1786–1787, poseł na Sejm Czteroletni, wolnomularz, odznaczony Orderem Orła Białego (1792) i Orderem Świętego Stanisława (1792).

## Życiorys
Był synem Izydora Wyssogota-Zakrzewskiego, kasztelanica santockiego i Izabelli, córki Władysława Radomickiego, wojewody poznańskiego.
Członek konfederacji Andrzeja Mokronowskiego w 1776 roku. Poseł na Sejm 1776 roku z ziemi wschowskiej. Poseł na sejm 1786 roku i sędzia sejmowy z województwa kaliskiego. Posłował z województwa poznańskiego na Sejm Czteroletni w 1788 roku. W 1791 był współzałożycielem Zgromadzenia Przyjaciół Konstytucji Rządowej. 16 kwietnia 1792 roku, na pierwszych wyborach władz miejskich po Konstytucji 3 maja, został okrzyknięty prezydentem Warszawy, lecz wkrótce, już 18 maja, Targowica pozbawiła go tej funkcji. Był członkiem sprzysiężenia, przygotowującego wybuch powstania kościuszkowskiego, w kwietniu 1794 po wypędzeniu Rosjan ze stolicy w wyniku insurekcji warszawskiej objął ponownie prezydenturę. 17 kwietnia stanął na czele Rady Zastępczej Tymczasowej. Wszedł następnie do Rady Najwyższej Narodowej jako szef jej Wydziału Żywności. Nagrodzony złotą obrączką Ojczyzna Obrońcy Swemu nr 12. Po upadku powstania został uwięziony w Petersburgu, zwolniony w 1796. Resztę życia spędził w swoim majątku w Żelechowie, gdzie został także pochowany na tamtejszym cmentarzu. Na nagrobku znajduje się napis zawierający dwa błędy. Podana jest błędna data jego śmierci (powinno być 1802, a nie 1801). Napis podaje także, że Wyssogota-Zakrzewski był prezesem Rady Nieustającej. Nie jest to prawda, gdyż był członkiem Rady Tymczasowej.
Dla uczczenia jego pamięci jedna z pierzei Rynku Starego Miasta w Warszawie nosi nazwę Strony Zakrzewskiego. Wcześniej nazywała się Zamkowa.